# マーカス・バンクス
マーカス・バンクス（Arthur LaMarcus Banks, 1981年11月19日-）は、アメリカ合衆国のネバダ州ラスベガス出身の元プロバスケットボール選手。身長188cm、体重100kg。ポジションはポイントガード。

## 略歴

### 大学時代
1999年から2001年まではディキシー大学でプレー。2001年UNLVに編入。2年間で平均18.1得点、3.3リバウンド、4.3アシストを記録した。

### NBA
2003年のNBAドラフトで1巡目13位指名をメンフィス・グリズリーズから受けたが、トロイ・ベル、ダンテ・ジョーンズとのトレードでケンドリック・パーキンスと共にボストン・セルティックスにトレードされデビューした。ルーキーイヤーの2003-04シーズンは81試合に出場、平均5.9得点、2.2リバウンド、1.1スティールの成績を残す。
2004-05シーズンも81試合に出場したものの、出場時間は減少、続く2005-06シーズンも15分弱の出場に終わっていた。しかし、ミネソタ・ティンバーウルブズとのトレードでチームを離れる。ウルブズでの40試合では自身最高の平均12.0得点、2.9リバウンド、4.7アシスト、1.2スティールを記録した。
シーズン終了後、フェニックス・サンズと契約。しかし、3ポイントシュートを多用するチームのプレースタイルにマッチせず、移籍1年目は自己最低の45試合の出場にとどまった。翌2007-08シーズン途中に、シャキール・オニールとの交換でショーン・マリオンとともにマイアミ・ヒートに移籍した。
2009年2月13日、再びショーン・マリオンと共に、ジャーメイン・オニール、ジャマリオ・ムーンとのトレードに出されてトロント・ラプターズへ移籍。